# Kinh tế Áo
Kinh tế của Cộng hòa Áo có đặc điểm của nền kinh tế thị trường xã hội, tương tự như cấu trúc kinh tế của Đức. Cộng hòa Áo có mức sống rất cao, trong đó chính phủ có vai trò quan trọng trong đời sống của nhân dân kể từ năm 1945.
Năm 2004, Áo là nước giàu thứ 4 ở Liên minh châu Âu, với GDP (PPP) bình quân đầu người vào khoảng 27.666 euro, cùng với Luxembourg, Ireland và Hà Lan là các nước dẫn đầu trong danh sách. Viên là thành phố giàu thứ 5 trong châu Âu với GDP bình quân đầu người đạt 38.632 euro, chỉ sau London, Luxembourg, Vùng thủ đô Brussel và Hamburg.
Áo có mức tăng trưởng kinh tế ổn định trong những năm gần đây từ 2002-2006, với tỉ lệ tăng trưởng từ 1 đến 3,3%. Do vị trí địa lý của Áo ở trung tâm châu Âu nên nó trở thành một cửa ngõ quan trọng với các nước thành viên EU mới.

## Các số liệu thống kê
GDP và tốc độ tăng trưởng từ 2002 - 2006 (ước tính):
| Năm  | GDP tỉ USD (PPP) | Tỉ lệ tăng GDP (%) |
| ---- | ---------------- | ------------------ |
| 2002 | 238.134          | 1,0                |
| 2003 | 244.315          | 1,4                |
| 2004 | 254.095          | 2,4                |
| 2005 | 267.053          | 1,9                |
| 2006 | 279.285          | 2,2                |

Sản lượng điện:
58,75 TWh (2001)
Sản lượng điện theo các nguồn:

Dầu mỏ:
31.46%

hydro:
65.92%

hạt nhân:
0%

khác:
2.62% (1998)
Tiêu thụ điện:
54,85 TWh (2001)
Xuất khẩu điện:
14,25 TWh (2001)
Nhập khẩu điện:
14,47 TWh (2001)
Sản phẩm nông nghiệp:
ngũ cốc, khoai tây, củ cải đường, rượu vang, rau quả; sản phẩm khô, gia súc, lợn, gia cầm; gỗ